# Neusser Straße 346 (Mönchengladbach)

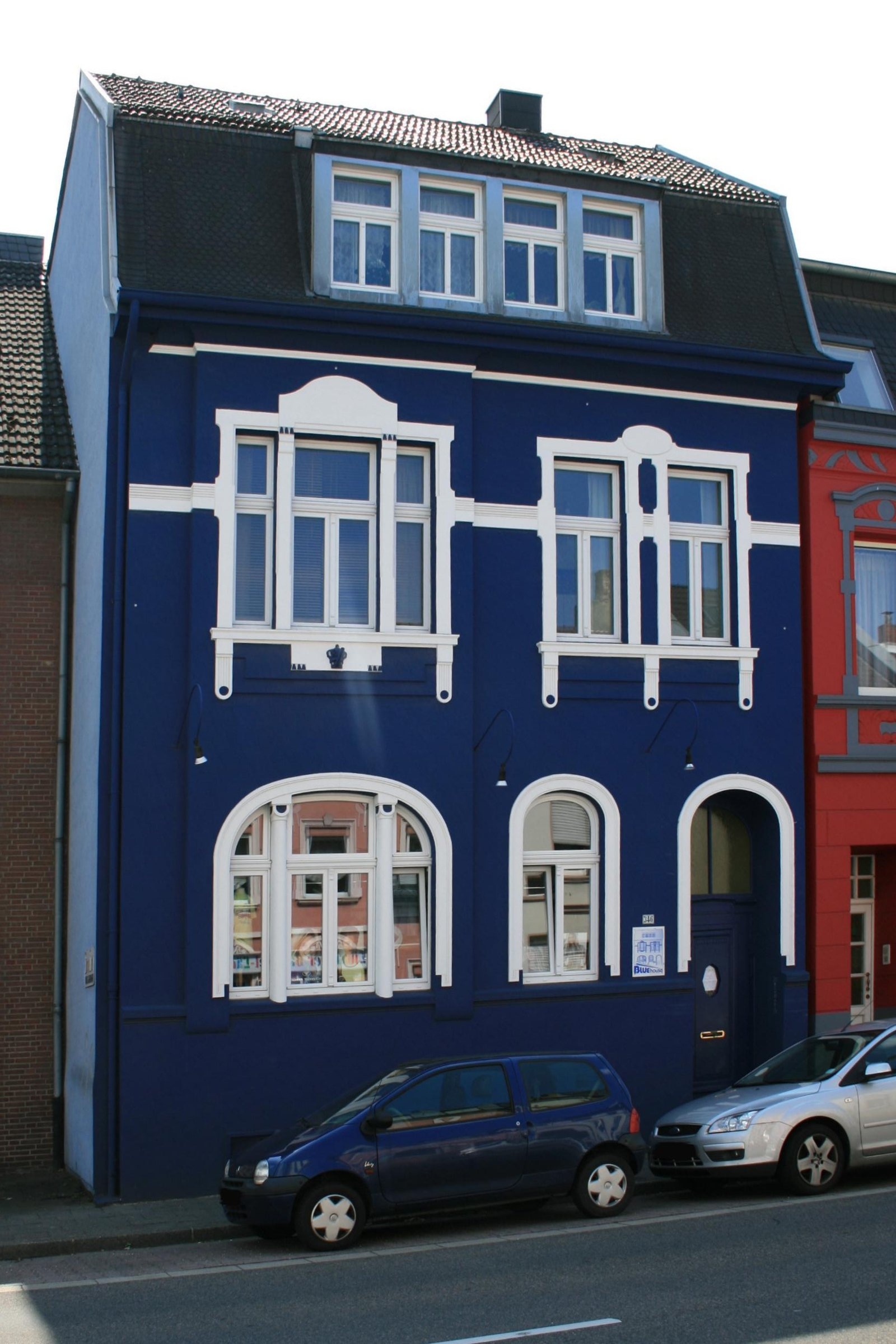
Wohnhaus (2010)

Das Wohnhaus Neusser Straße 346 steht im Stadtteil Lürrip in Mönchengladbach (Nordrhein-Westfalen).
Das Gebäude wurde im 20. Jahrhundert erbaut. Es ist unter Nr. N 001 am 4. Dezember 1984 in die Denkmalliste der Stadt Mönchengladbach eingetragen worden.

## Lage
Das Objekt liegt im Nordosten des Stadtteils auf der südlichen Straßenseite der Neusser Straße, die die Grenze Lürrips zum nördlich gelegenen Stadtteil Uedding bildet, zwischen der Einmündung der Myllendonker Straße und der Kreuzung mit der Falkenstraße und Am Lauterkamp.

## Architektur
Es handelt sich um ein zweigeschossiges,  traufständiges Wohnhaus mit Mansarddach mit Formen aus der Zeit nach dem Jugendstil. Das Mansarddachgeschoss ist zu Wohnzwecken ausgebaut. Hierin ist eine Vierfenstergruppe angeordnet.